# Zakład Karny w Białymstoku

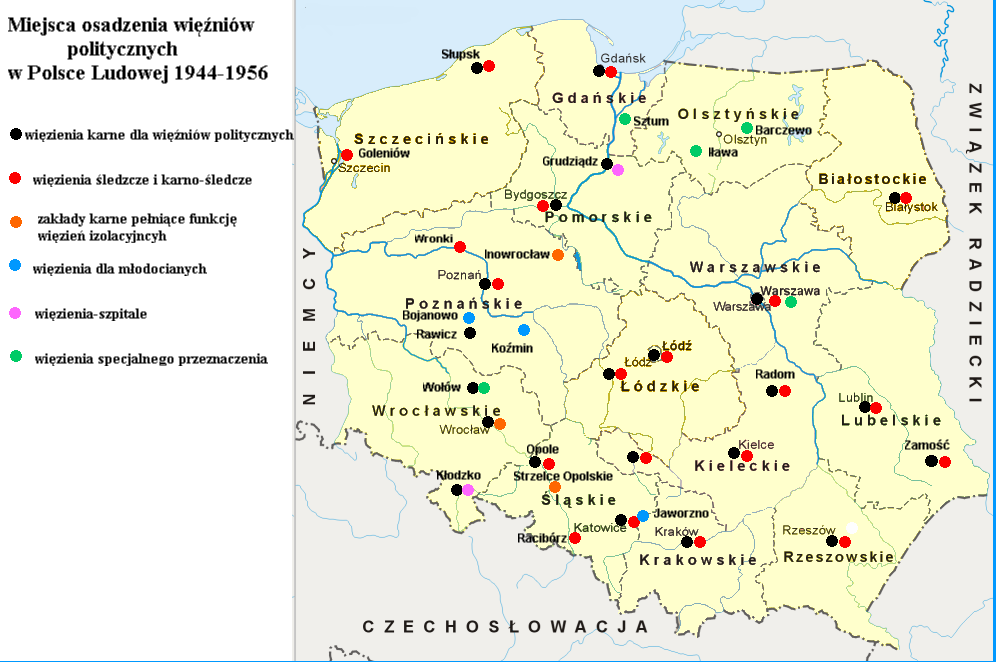
Miejsca osadzenia więźniów politycznych w Polsce Ludowej 1944–1956

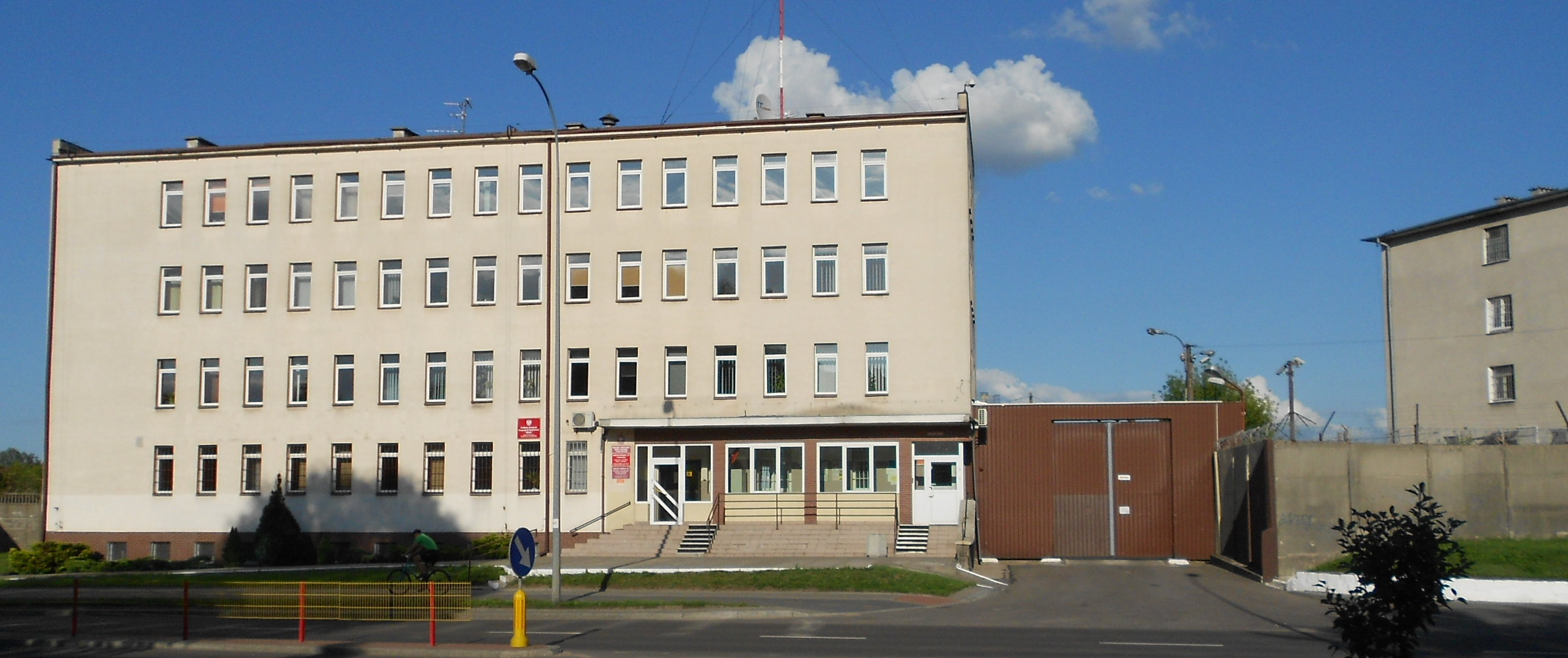
Wejście do Zakładu Karnego od strony ul. Hetmańskiej

Zakład Karny w Białymstoku – jednostka typu półotwartego i otwartego przeznaczona dla mężczyzn recydywistów.
Liczba miejsc na dzień 1 kwietnia 2006 roku wynosi 303 miejsca w 35 celach:
- zakład typu półotwartego – 191 miejsc w 20 celach,
- zakładu typu otwartego – 112 miejsc w 15 celach.

W placówce jest ambulatorium z izbą chorych zatrudniające dwóch lekarzy i dwie pielęgniarki.
Więźniowie mogą korzystać z:
- 2 świetlic
- biblioteki
- boiska do piłki siatkowej
- pola spacerowego (ze sprzętem sportowo-rekreacyjnym)
- ekumenicznej kaplicy

Niektórzy skazani zatrudnieni są w:
- przywięziennym gospodarstwie pomocniczym,
- firmach prywatnych – poza terenem zakładu karnego
- nieodpłatnie na rzecz instytucji edukacyjnych i opiekuńczych

W zakładzie organizowane są również:
- kursy zawodowe
- treningi aktywnego poszukiwania pracy
- praktyki zawodowe

Oddziaływania penitencjarne:
- zajęcia kulturalno-oświatowe
- zajęcia przeciwdziałające zachowaniom agresywnym
- profilaktyka uzależnień